# 6. Gebirgsbrigade (Bundesheer)
Die 6. Gebirgsbrigade (hochgebirgsbeweglich) ist eine Gebirgsbrigade des Österreichischen Bundesheeres. Im Zuge der Bundesheerreform 2016 wurde die 6. Jägerbrigade aufgelöst und zum Großteil in das Kommando Gebirgskampf überführt. Mit der Reform 2019 wurde dies rückgängig gemacht und die Brigade als 6. Gebirgsbrigade mit ihren traditionellen Einheiten reformiert.
Die 6. Gebirgsbrigade beherrscht alle Normfähigkeiten eines Infanterieverbandes und ist darüber hinaus besonders auf Einsätze im Hochgebirge sowie in schwierigem Gelände wie z. B. verbautem Gebiet und unter extremen Umweltbedingungen spezialisiert. Die Soldaten sind die Gebirgsjäger Österreichs. Ihre Bataillone sind in Vorarlberg, Kärnten, Tirol und Salzburg stationiert.
Der Leitspruch der 6. Jägerbrigade lautet: „partnerschaftlich – professionell – gemeinsam erfolgreich“
Mit der 2. Jägerkompanie in Landeck und der 2. Jägerkompanie in Spittal an der Drau sowie einer Pionierbaukompanie in Salzburg verfügt die Brigade über drei Kaderpräsenzeinheiten (KPE) für internationale Operationen (KIOP) von denen die zwei Jägerkompanien auch gebirgsbeweglich sind.

Verbandsabzeichen 6. Jägerbrigade

## Aufgaben
- in Österreich
  - Militärische Landesverteidigung
  - Hilfeleistung bei Katastrophen
  - Sicherheitspolizeilicher Assistenzeinsatz
  - Spezialisierung auf Einsätze im Hochgebirge und alpinen Gelände
- im Ausland
  - Mitwirkung bei multinationalen Operationen

## Gliederung
- Bundesministerium für Landesverteidigung, in Wien
  - Kommando Streitkräfte, in Graz
    - 6. Gebirgsbrigade (HGeb), in Absam
      - Stabsbataillon 6, in Innsbruck
      - Jägerbataillon 23, in Bludesch
      - Jägerbataillon 24, in Lienz
      - Jägerbataillon 26, in Spittal an der Drau
      - Pionierbataillon 2, in Wals-Siezenheim

## Edelweiss Raid
Die 6. Gebirgsbrigade ist Ausrichter des Militärwettkampfes „Edelweiss Raid“, welcher seit 2004 im Zweijahres-Rhythmus stattfindet und an dem sich Soldaten verschiedener Nationen beteiligen. Es ist ein internationaler, militärischer Spezialwettkampf für Gebirgsjäger weltweit.
Der zweitägige Wettkampf fordert hohe Marschleistungen bei winterlichen Bedingungen im Hochgebirge und die Bewältigung von Einsatzaufgaben und gilt als „inoffizielle Weltmeisterschaft der Gebirgssoldaten“.
2023 nahmen Wettkampfteams aus Bulgarien, China, Deutschland, Polen, Rumänien, Schweiz, Tschechien, den USA und Österreich teil. Sieger war ein Team vom Gebirgsjägerbataillon 233 aus Mittenwald (Bayern), vor einem Team des Jägerbataillon 26 und einem Team aus China.
2021 wurde die Veranstaltung bedingt durch die COVID-19-Pandemie abgesagt.
2019 siegte die Mannschaft Deutschland 1 (Gebirgsjägerbataillon 233), zweiter wurde Deutschland 2 (ebenfalls vom Gebirgsjägerbataillon 233) und auf dem dritten Platz landete eine Mannschaft vom Führungsunterstützungsbataillon 2 aus St. Johann im Pongau.

## Geschichte
Im Zuge der Heeresgliederung 1956 nahm die 6. Gebirgsbrigade im August den Dienstbetrieb auf. Der Verband bestand aus drei Jägerbataillonen, einer Artillerieabteilung sowie je einer Telegraphen-, Versorgungs- und Sanitätskompanie. Im Jahr darauf wurde die 5. Kompanie des Jägerbataillons 22 umbenannt in Hochgebirgskompanie; aufgestellt wurden die Stabskompanie 6, Panzerjägerkompanie 6 und Tragtierkompanie 6.
1958 erfolgte die Aufstellung der  Aufklärungskompanie 6.
Im Februar 1961 wurde die 2. Kompanie des Pionierbataillons 6 (die „Olympiakompanie“) aufgestellt und unmittelbar durch die 6. Gebirgsbrigade geführt. Das Pionierbataillon wurde nie aufgestellt.
Mit der Heeresgliederung 1962 wurde die 6. Gebirgsjägerbrigade zur 6. Jägerbrigade. Im Oktober wurden die selbstständigen Kompanien in das Stabsbataillon 6 zusammengefasst. Die Jägerkompanie Lienz wurde dem Jägerbataillon 26 in Spittal an der Drau unterstellt.
1963 wurde die Hochgebirgskompanie aufgelöst und kam als 2. Kompanie zum Ausbildungsbataillon 22.
Im Februar 1970 gliederte sich die Garnison Lienz wieder in die 6. Jägerbrigade ein. 1975 wurde das Jägerbataillon 23 dem Militärkommando Vorarlberg unterstellt, die Feldambulanz dem Militärkommando Tirol. In Lienz entstand das neue Jägerbataillon 24.
Die 6. Jägerbrigade wurde mit 6. Juli 1978 aufgelöst. Das Kommando der Brigade wurde ins Militärkommando Tirol integriert, die Bataillone wurden großteils zu Landwehrstammregimentern.
Mit der „Heeresgliederung NEU“ 1992 (Inkrafttreten 1994) entstand aus dem Landwehrstammregiment 62 und dem Jägerbataillon 21 das neue Jägerregiment 6. Im Falle einer Mobilmachung wird das Regiment zur 6. Jägerbrigade (Truppe mit Gebirgstauglichkeit). Der neue Verband bestand aus Kommando, Stabskompanie, 1. und 2. Jägerkompanie (alle in Absam), der 3. Jägerkompanie (in Kufstein) und der schweren Kompanie (in St. Johann in Tirol). Aus den Landwehrstammregimentern 61 und 63 entstand das Stabsregiment 6, aus dem Landwehrstammregiment 64 das Jägerregiment Lienz.
1998 wurde das Stabsregiment 6 zum Stabsbataillon 6 (inkl. Hochgebirgskompanie), das Jägerregiment 9 zum hochgebirgsbeweglichen Jägerbataillon 23 und das Jägerregiment Lienz zum Jägerbataillon 24 – ebenfalls hochgebirgsbeweglich. Mit dem neu unterstellten Jägerbataillon 15 erhielt die Brigade einen lufttransportfähigen Verband.
2002 wurde die 6. Jägerbrigade dem neuen Kommando Landstreitkräfte unterstellt und erhielt das Pionierbataillon 2.
Als Folge der Bundesheer-Reform 2005 kamen das Jägerbataillon 26 und das Aufklärungsbataillon 2 zur Brigade, das Jägerbataillon 15 wurde an die 4. Panzergrenadierbrigade abgegeben.
Im Jahr 2006 entstand das Streitkräfteführungskommando, die Brigade wurde ihm unterstellt. Der Verband bestand jetzt aus: Kommando, Stabsbataillon 6, den Jägerbataillonen 23, 24, und 26 sowie Pionierbataillon 2 und Aufklärungsbataillon 2 (das jedoch im Zuge der Bundesheer-Reform aufgelöst wurde).
Das Stabsbataillon 6 verlor 2007 die Hochgebirgs- und die Pionierkompanie, bekam dafür aber eine ABC-Kompanie und eine Lehrkompanie (beide in Absam) sowie eine Werkstattkompanie (in Innsbruck-Kranebitten).
Die Tragtierstaffeln der Jägerbataillone 23 und 26 wurden aufgelöst, in Hochfilzen entstand das neue Tragtierzentrum des Stabsbataillons 6 (seit 24. Juni 2010).
Die Ausbildungskompanie des Militärkommandos Salzburg wurde zur 3. Kompanie im Jägerbataillon 26 in Tamsweg. Das Jägerbataillon 24 erhielt eine 3. Kompanie in St. Johann in Tirol, in Lienz stellte das Bataillon eine Kaderpräsenzeinheit mit Kompaniekommando auf.
Mit 1. Juli 2009 wurde das Aufklärungsbataillon 2 aufgelöst. Seit 2020 arbeitet die 6. Gebirgsbrigade im Rahmen des „State Partnership Program“ (SPP) mit der US-Nationalgarde aus Vermont zusammen als Partner. Der Grundstein für das kommende SPP-Programm wurde 2019 bei der „Edelweiß-Raid“ gelegt. Hier nahm eine Gruppe der Vermonter Nationalguard teil. US-Botschafter Trevor Traina war von diesem internationalen Militär-Gebirgswettkampf äußerst begeistert.

## Einsätze
Militärische Landesverteidigung:
- 1956 Ungarnkrise
- 1968 Tschechenkrise
- 1993 Jugoslawienkrise

Sicherheitspolizeilicher Assistenzeinsatz:
- 1967 Grenzsicherung Tiroler Südgrenze
- seit 1990 Grenzraumüberwachung Ostgrenze

Katastropheneinsätze:
- Lawinenunglück Galtür
- Hochwassereinsätze
- Einsätze bei Lawinenunglücken

Auslandseinsätze:
- Zypern
- Golanhöhen (UNDOF)
- Kosovo (KFOR)
- Bosnien (IFOR,  SFOR,  EUFOR)
- Afghanistan (ISAF) 2005: Erster Einsatz der Hochgebirgskompanie/Kaderpräsenzeinheit
- Einzelpersonen bei diversen Missionen in Afrika (Sudan, Kongo)

Unterstützungsleistungen der 6. Jägerbrigade:
- Olympische Spiele in Innsbruck 1964/1976
- Diverse Skiweltcup-Veranstaltungen (z. B. Hahnenkammrennen in Kitzbühel)
- Skiweltmeisterschaft St. Anton 2001

## Kommandanten
- Oberst dG  Friedrich Brunner, 1956–1963
- Oberst Alfred Neumayr, 1963–1966
- Oberst dG  Norbert Stampfer, 1966–1977
- Oberst dG / Brigadier Herbert Bauer, 1999–2003
- Oberst / Brigadier Ernst Konzett, 2003–2010
- Brigadier Anton Waldner, 2010
- Brigadier Peter Grünwald, 2010–2017
- Oberst dG Wolfgang Weichselberger 2017–2018
- Brigadier Johann Gaiswinkler 2018–2021[7]
- Oberst Kurt Pflügl 2021–2022[7][8][9]
- Brigadier Gerhard Pfeifer 2022 amtierend[10]

## Partner
- Militärische Partner
  - Gebirgsjägerbrigade 23 (Deutschland)
  - Infanteriebrigade 7 (Schweiz)
  - Gebirgsinfanteriebrigade 9 (Schweiz)
  - Gebirgsinfanteriebrigade 12 (Schweiz)

- Zivile Partner
  - Raiffeisen Landesbank Tirol AG
  - Swarovski Optik KG
  - Bergrettung Tirol